# Liste der Ehrenbürger der Stadt Oldenburg (Oldb)
Die Stadt Oldenburg (Oldenburg) hat folgenden Personen das Ehrenbürgerrecht verliehen:
- 1928: Helene Lange (* 9. April 1848 in Oldenburg (Oldb); † 13. Mai 1930 in Berlin), Bildungspolitikerin (DDP) und Frauenrechtlerin
- 1961: Bernhard Winter (* 14. März 1871 in Neuenbrok, † 6. August 1964 in Oldenburg), Maler
- 1963: Karl Jaspers (* 23. Februar 1883 in Oldenburg (Oldb); † 26. Februar 1969 in Basel), Philosoph, Psychiater und politischer Schriftsteller; Elternhaus Moltkestraße 19, Büste am Cäcilienplatz
- 1990: Leo Trepp (* 1913 in Mainz; † 2. September 2010), deutsch-amerikanischer Rabbiner und Theologieprofessor
- 1992: Horst Janssen (* 14. November 1929 in Hamburg; † 31. August 1995 ebenda), Zeichner und Grafiker

Den folgenden Personen wurde das Ehrenbürgerrecht wieder entzogen:
- 1937 erhielten auch Adolf Hitler (* 20. April 1889 in Braunau am Inn; † 30. April 1945 in Berlin) und Carl Röver (* 12. Februar 1889 in Lemwerder, Stedingen; † 15. Mai 1942 in Berlin) die Ehrenbürgerrechte. Diese wurden 1948 vom Rat der Stadt wieder entzogen.
- Am 30. September 2015 entzog der Stadtrat wegen ihrer Verbindung zur Nazi-Ideologie auch Paul von Hindenburg (* 2. Oktober 1847 in Posen; † 2. August 1934 auf Gut Neudeck, Westpreußen; Oldenburger Ehrenbürger seit 1917) und August Hinrichs (* 18. April 1879 in Oldenburg (Oldb), † 20. Juni 1956 in Huntlosen; Oldenburger Ehrenbürger seit 1944) das Ehrenbürgerrecht. Diese Entscheidung war innerhalb des Stadtrats umstritten.[1]